# Platychelus basalis
Platychelus basalis är en skalbaggsart som beskrevs av Louis Albert Péringuey 1902. Platychelus basalis ingår i släktet Platychelus och familjen Melolonthidae. Inga underarter finns listade i Catalogue of Life.